# Batalion ON „Kościerzyna”

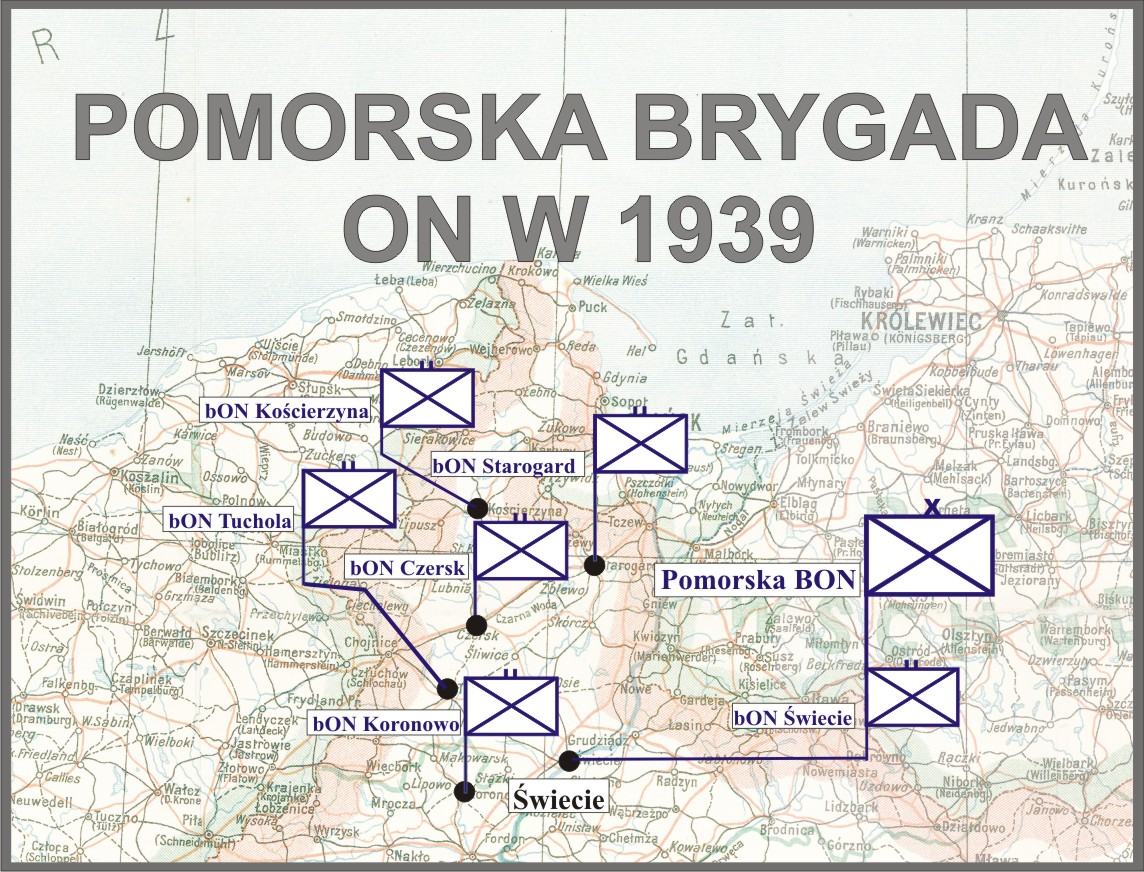
Pomorska Brygada ON

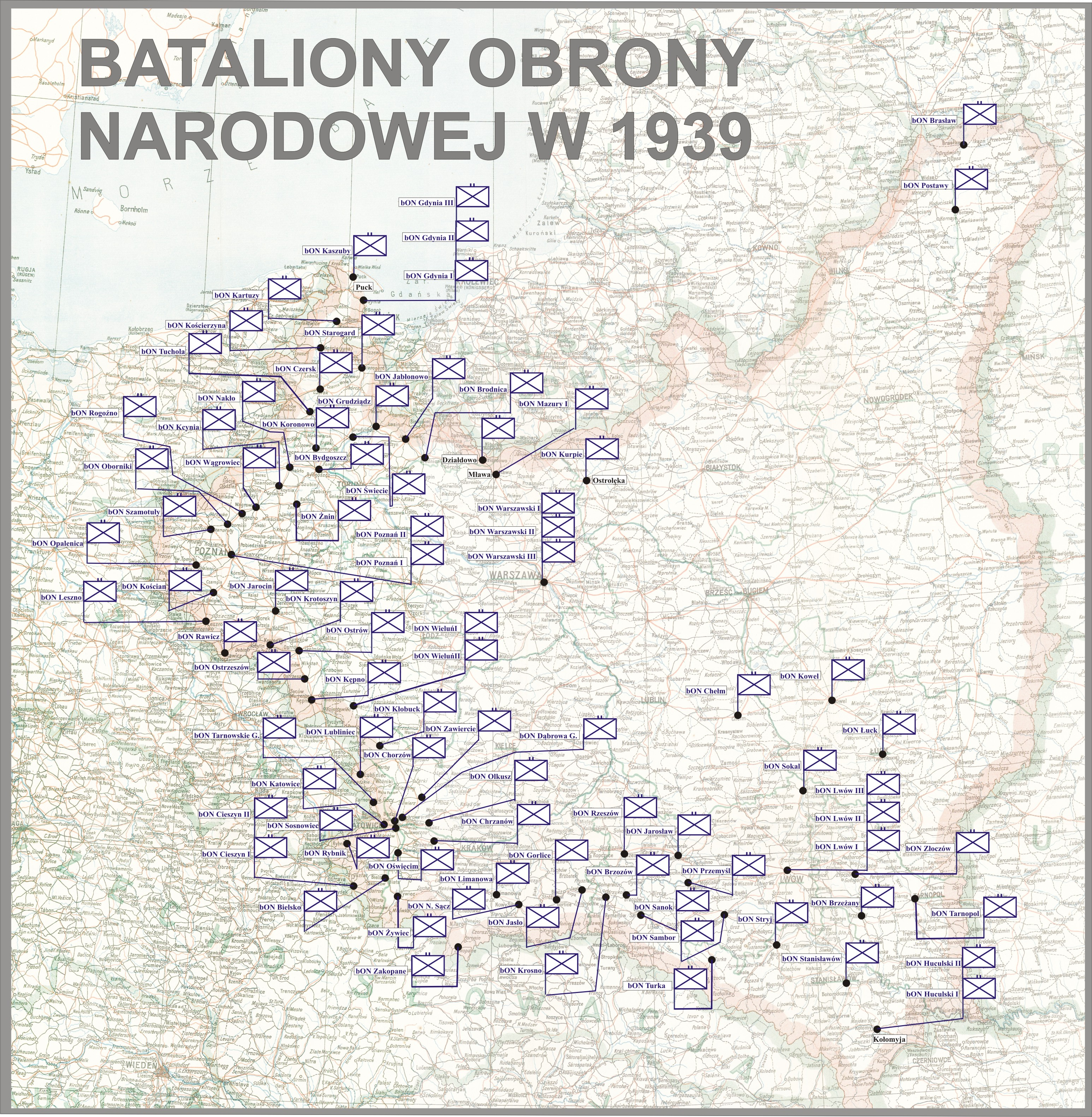
Obrona Narodowa w 1939

Kościerski Batalion Obrony Narodowej (batalion ON „Kościerzyna”) batalion piechoty typ specjalny nr 84 – pododdział piechoty Wojska Polskiego.

## Formowanie i zmiany organizacyjne
Kościerski batalion Obrony Narodowej został sformowany jesienią 1937 roku na podstawie rozkazu Departamentu Dowodzenia Ogólnego Ministerstwa Spraw Wojskowych L.dz. 1496/Org. Tjn. z 12 marca 1937 roku i wytycznych Departamentu Piechoty Ministerstwa Spraw Wojskowych L.dz. 1341/Tjn. do organizacji jednostek Obrony Narodowej z 12 czerwca 1937 roku. Batalion wszedł w skład Pomorskiej Brygady ON. Początkowo nosił nazwę wyróżniającą „Kościerzyński”, którą na początku września 1937 roku zmieniono na „Kościerski”.
W maju 1939 roku pododdział został przeformowany według etatu batalionu ON typ II i podporządkowany dowódcy nowo powstałej Pomorskiej Brygady Obrony Narodowej (dotychczasowa Pomorska Brygada ON została przemianowana na Chełmińską Brygadę ON). Jednostką administracyjną dla Kościerskiego Batalionu ON był 2 batalion strzelców w Tczewie.
24 sierpnia 1939 roku, w mobilizacji alarmowej, został sformowany batalion piechoty typ specjalny nr 84. Mobilizacja została przeprowadzona zgodnie z planem mobilizacyjnym „W” i zakończona w ciągu 24 godzin. Jednostką mobilizującą była Komenda Rejonu Uzupełnień Kościerzyna, która pod względem mobilizacji materiałowej przydzielona była z kolei do 2 pułku Szwoleżerów Rokitniańskich w Starogardzie. Batalion piechoty typ spec. nr 84 formował się w Kościerzynie z wyjątkiem 3 kompanii strzeleckiej, która była organizowana w Lipuszu. Zawiązkiem nowej jednostki był Kościerski batalion ON.
25 sierpnia 1939 roku batalion wszedł w skład Oddziału Wydzielonego „Kościerzyna” pod dowództwem podpułkownika Jerzego Janusza Staniszewskiego, dotychczasowego zastępcy dowódcy 8 pułku strzelców konnych. Podlegał on dowódcy Grupy Osłonowej „Czersk“. 

## Batalion piechoty spec. nr 84 w kampanii wrześniowej
Batalion stanowił główną siłę bojową Oddziału Wydzielonego „Kościerzyna“ wraz z 3 baterią 11 dywizjonu artylerii konnej, I plutonem 1 szwadronu 16 pułku ułanów, kompanii Straży Granicznej, plutonu żandarmerii, pół plutonu ppanc. 16 p uł. oraz od 1 września godziny 13.00 II Gdyńskim batalionem ON. 1 września batalion osłaniał rejon Kościerzyny bez styczności z jednostkami niemieckimi. 2 września w godz.1-2.00 batalion nr 84 przeszedł do Olpucha poprzez Rotembark, Juszki, gdzie został załadowany na transport kolejowy. O godz. 5.00 batalion odjechał transportem kolejowym w kierunku południowym, po drodze był atakowany przez lotnictwo niemieckie. Szczególnie w rejonie Wierzchucina, gdzie batalion poniósł straty. Został wyładowany w lesie pomiędzy stacjami w Wierzchucinem, a Lnianem. Po wykonaniu marszu, ok. godz. 18.00 batalion zajął przesmyk pomiędzy jeziorami Szewnik i Branickie, luzując bataliony 24 pułku piechoty 27 Dywizji Piechoty. Wieczorem 84 batalion piechoty spec. podporządkowano dowódcy 9 Dywizji Piechoty.   
Rano 3 września batalion został wyparty z zajmowanych stanowisk przez piechotę nieprzyjaciela i wycofał się do lasu przy szosie Błądzim-Branka, był dwukrotnie atakowany przez lotnictwo niemieckie. Przed południem batalion podjął marsz w kierunku Bukowca, po stwierdzeniu w nim obecności wroga batalion wykonał natarcie w wyniku którego wieś zdobył. W trakcie walki batalion poniósł straty, ale w opanowanej wsi zniszczono ok. 10 pojazdów niemieckich. Po południu na 84 batalion nieprzyjaciel uderzył pododdziałem piechoty ze wsparciem samochodów pancernych wypierając batalion z Bukowca. Usiłowano przedrzeć się w kierunku Przysierska, lecz ostrzał nieprzyjaciela uniemożliwił dalszy marsz. Dowódca batalionu zarządził postój w lesie pod Bramką, a sam udał się wieczorem na rozpoznanie drogi ku Wiśle. Kpt. Stanisław Borowski w trakcie rozpoznania dostał się do niemieckiej niewoli. Dowództwo batalionu objął kpt. Feliks Baśkiewicz. W dniu 4 września w godzinach popołudniowych, po przyłączeniu się do 84 batalionu zagubionej baterii artylerii i grup rozbitków, na skrzyżowaniu pod Przysierskiem batalion stoczył ciężki bój z grupą niemieckiej piechoty i czołgami, niszcząc ogniem armat i dwóch armat ppanc. 16 puł. kilka czołgów niemieckich. Wyparł nieprzyjaciela z rejonu skrzyżowania, ale dalsze natarcie zostało zatrzymane przez ostrzał wroga. Nocą 4/5 września 84 batalion wycofał się spod Przysierska w kierunku południowym, lecz droga na Gruczno była zablokowana przez oddziały niemieckie. 5 września część batalionu rozproszyła się, część usiłowała przedrzeć się z okrążenia, nielicznym się to udało. Większość 84 batalionu piechoty dostała się do niemieckiej niewoli.  

## Organizacja wojenna batalionu
Batalion piechoty typ specjalny nr 84 został sformowany według organizacji wojennej L. 3017/mob. org., która przewidywała w jego składzie:
- dowództwo batalionu,
- 1 kompanię strzelecką,
- 2 kompanię strzelecką,
- 3 kompanię strzelecką,
- kompanię karabinów maszynowych,
- pluton zwiadu,
- pluton pionierów[12].

## Obsada personalna
Dowódcy batalionu:
- mjr Feliks Jan Mazurkiewicz (1937 - 1939)
- kpt. Stanisław Borowski (1939)

Obsada personalna batalionu w marcu 1939 roku:
- dowódca batalionu – mjr Mazurkiewicz Feliks Jan (*)[b]
- dowódca 1 kompanii ON „Kościerzyna” – kpt. adm. (piech.) Baśkiewicz Feliks
- dowódca 2 kompanii ON „Kościerzyna” – kpt. Nowicki Kazimierz II
- dowódca 3 kompanii ON „Lipusz” – kpt. Steczyszyn Stefan Władysław

Obsada personalna batalionu we wrześniu 1939 roku
- dowódca batalionu - kpt. Stanisław Borowski, (do 3 IX 1939), kpt. Feliks Baśkiewicz
- dowódca 1 kompanii strzeleckiej - kpt. Feliks Baśkiewicz
- dowódca 2 kompanii strzeleckiej - kpt. Kazimierz Nowicki
- dowódca 3 kompanii strzeleckiej - kpt. Stefan Władysław Steczyszyn
- dowódca kompanii ckm -